# دنیل ساپا
دنیل ساپا (انگلیسی: Daniel Sappa؛ زادهٔ ۹ فوریهٔ ۱۹۹۵) بازیکن فوتبال اهل آرژانتین است.
از باشگاه‌هایی که در آن بازی کرده‌است می‌توان به باشگاه فوتبال استودیانتس اشاره کرد.